# Lea Ann Parsley
Lea Ann Parsley (n. 12 iunie 1968, Logan⁠(d), Virginia de Vest, SUA) este o sportivă americană ce a practicat scheleton, medaliată olimpică. A participat la o ediție a Jocurilor Olimpice (2002) în care a câștigat o medalie de argint.

## Participări
Lista de mai jos prezintă principalele competiții la care a participat Lea Ann Parsley de-a lungul carierei.
- skeleton at the 2002 Winter Olympics – women's[*]